# Zündapp Bergsteiger
Die Zündapp Bergsteiger ist ein Mofa bzw. Moped mit Zweigangschaltung der Zündappwerke, München. Die Bergsteiger wurde von 1965 bis 1977 hergestellt, wobei sich die Bezeichnung „Bergsteiger“ aus dem damaligen Werbetext, der bei einer Bergsteigfähigkeit von 30 % des Mofas von Qualitäten eines Bergsteigers titelte, ableitet.
Werksseitig als Modell M 25 (Mofa 25 km/h) oder M 50 (Moped 40 km/h) bezeichnet, gab es noch ein Modell M 30 (Moped 30 km/h) welches zwar oft behauptet ein Modell für die BASF gewesen sei, richtig ist, es war das Modell 439 für die Schweiz, welches zwar einen einigermaßen gleichen Motor, allerdings ohne Pedalwelle, hatte. Auch verfügte die 439, anders als die 434, über einen Rohrrahmen und zwei Ketten, jeweils Motor- und Fahrradbetrieb getrennt.
Die Fahrzeuge von 1965 bis 1967 hatten einen anders geformten Tank als spätere Modelle. Das 434-02 war das erste Mofa von Zündapp für die neu geschaffene führerscheinfreie Mofa-Klasse.

## Technik

### Motor und Getriebe
Der Motor ist ein gebläsegekühlter 1-Zylinder-Zweitakt-Motor mit einem Hubraum von 49,9 cm³. Die Bohrung beträgt 39 mm, der Hub 41,8 mm. Der Motor hat eine Nennleistung von 2,5 PS bei 4800/min. (Mofa 1,5 PS bei 3300/min). Die Vergaser wurden von der Firma Bing zugeliefert. Das Verdichtungsverhältnis beträgt 8,1 : 1. Das ziehkeilgeschaltete Getriebe hat zwei Gänge und wird mittels Drehgriff und Gang-Sichtfenster am Lenker geschaltet.

### Kraftübertragung
Vom Getriebe wird das Hinterrad mit einer Rollenkette angetrieben. Dabei hat das Ritzel vorne 11 Zähne, das Kettenrad hinten 32 Zähne; daraus ergibt sich ein Übersetzungsverhältnis von 2,9:1.

### Elektrik
Zum Einsatz kommt wie bei allen Mopeds damals ein Schwunglichtmagnetzünder, Wechselstromlichtmaschine kombiniert mit Zündanker, kontaktgesteuert. Die elektrische Anlage arbeitet mit einer Spannung von 6 Volt.

### Fahrwerk und Bremsen
Vorne und hinten sind Trommelbremsen mit einem Durchmesser von 90 mm im Einsatz. Die vordere Radaufhängung erfolgt durch Kurzschwinghebel, gefedert wird dabei mit Druckfedern. Die Radaufhängung hinten ist eine Langschwinge, hier geschieht die Abfederung mit Federbeinen.
Bei einem Leergewicht von 50 kg und einem zulässigen Gesamtgewicht von 145 kg ergibt sich eine maximale Zuladung von 95 kg.
Der Kraftstofftank hat ein Fassungsvermögen von 5,3 Liter. An Getriebeöl wird 0,25 Liter benötigt.

## Galerie

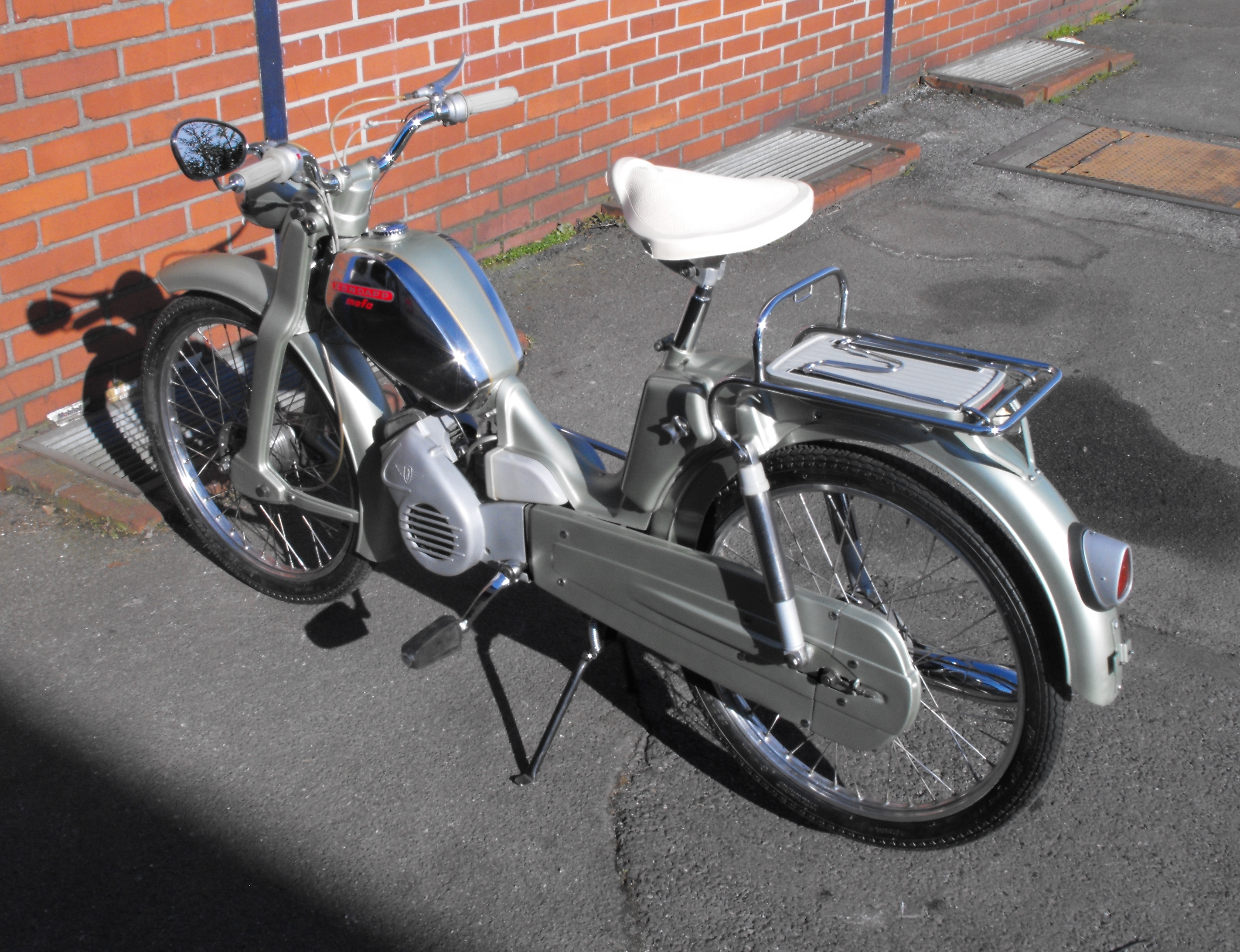
Zündapp Bergsteiger Serie 1 Exportmodell mit Gepäckträger
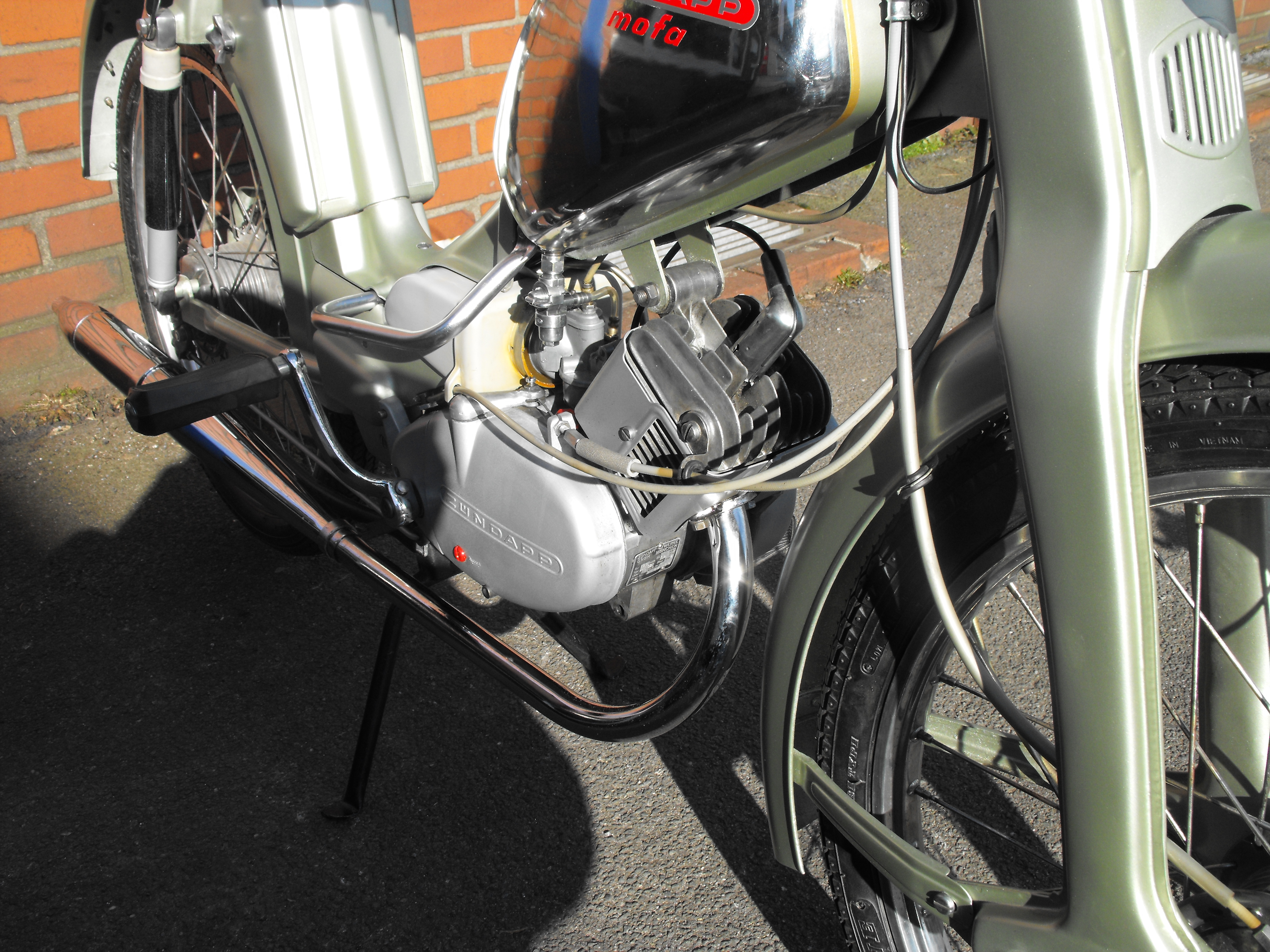
Zündapp Bergsteiger Serie 1 Exportmodell M25 Motor mit Vergaser
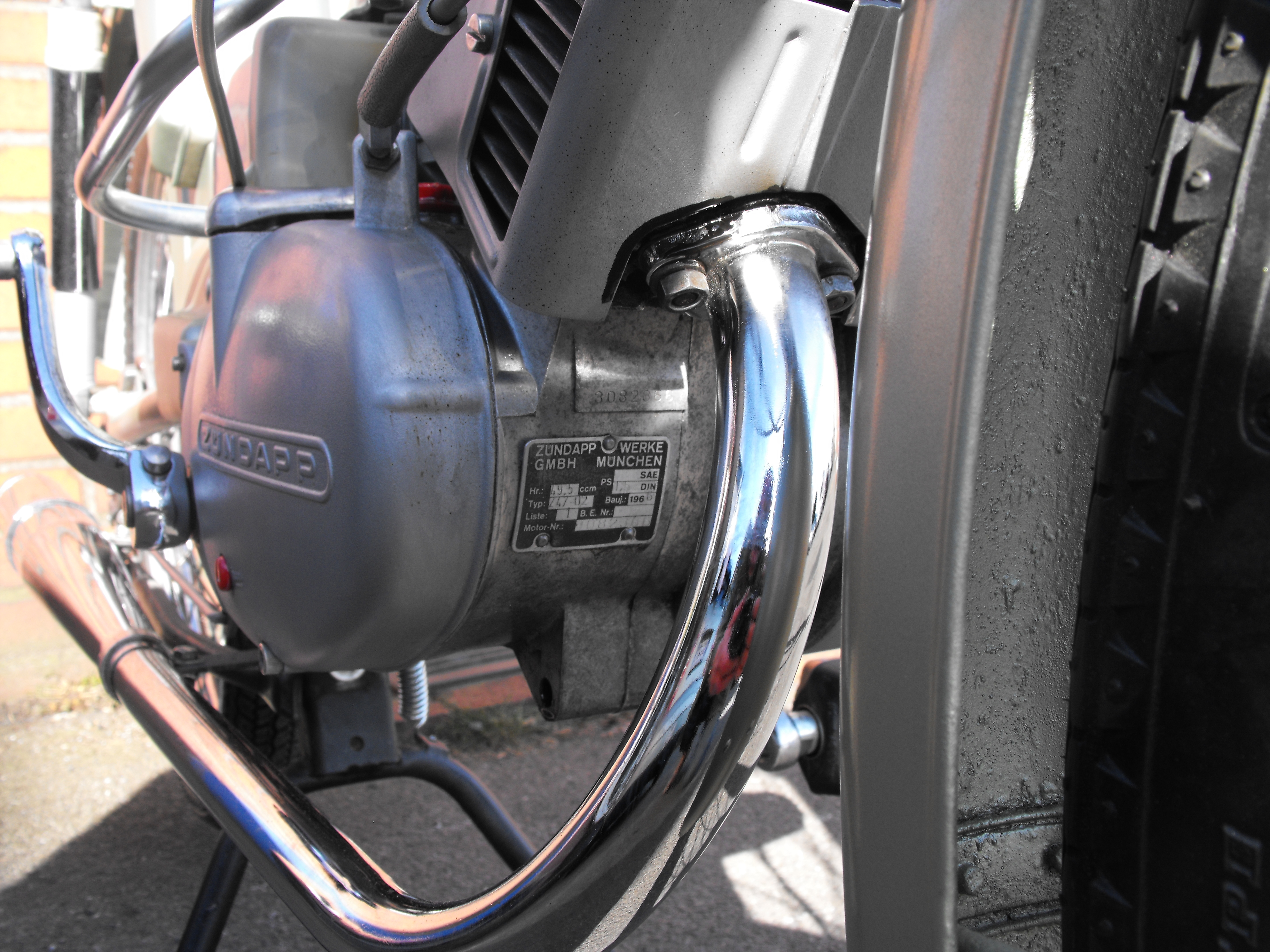
Zündapp Bergsteiger Serie 1 Exportmodell M25 Motor Typenschild
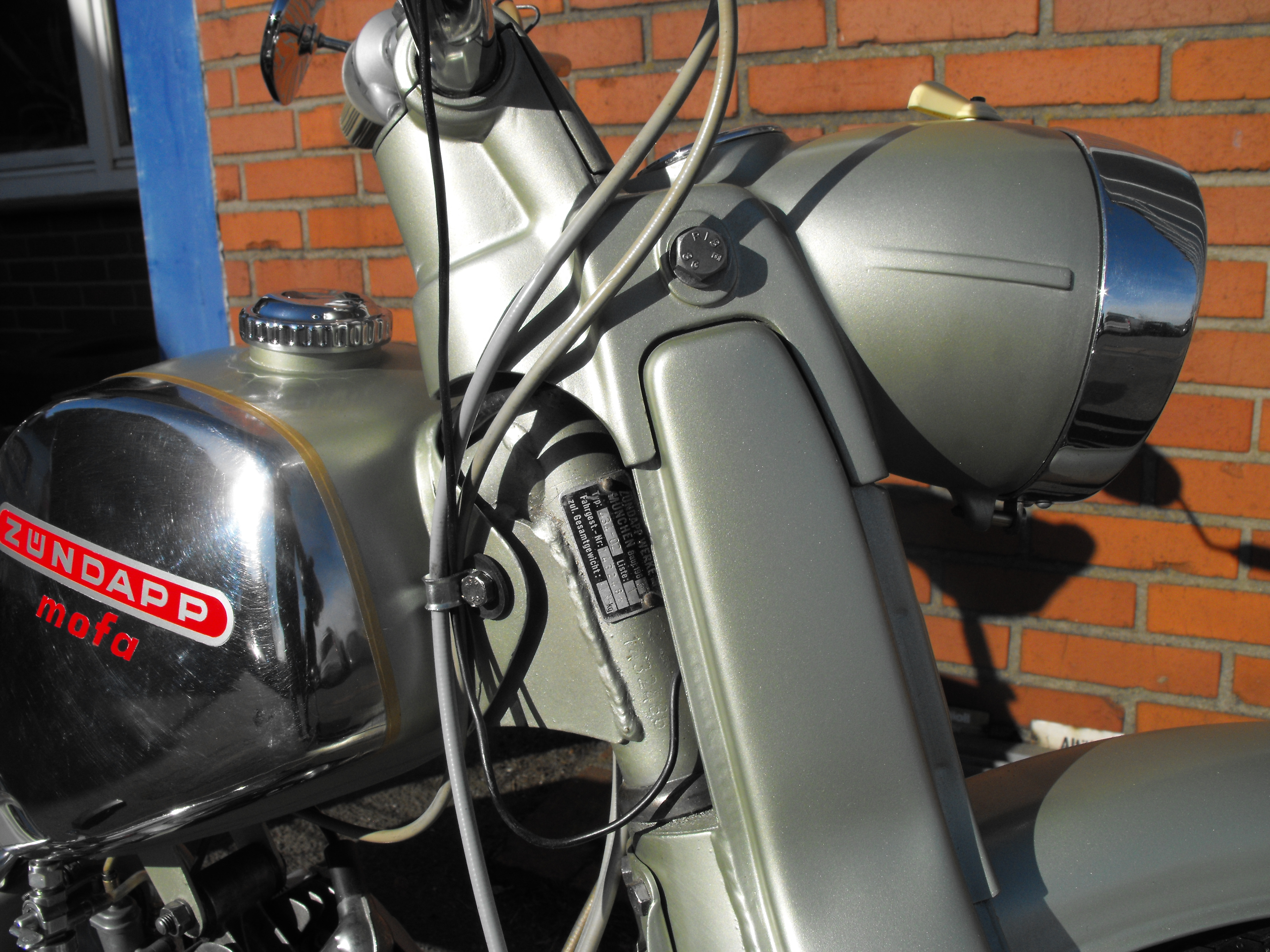
Zündapp Bergsteiger Serie 1 Exportmodell M25 Typenschild
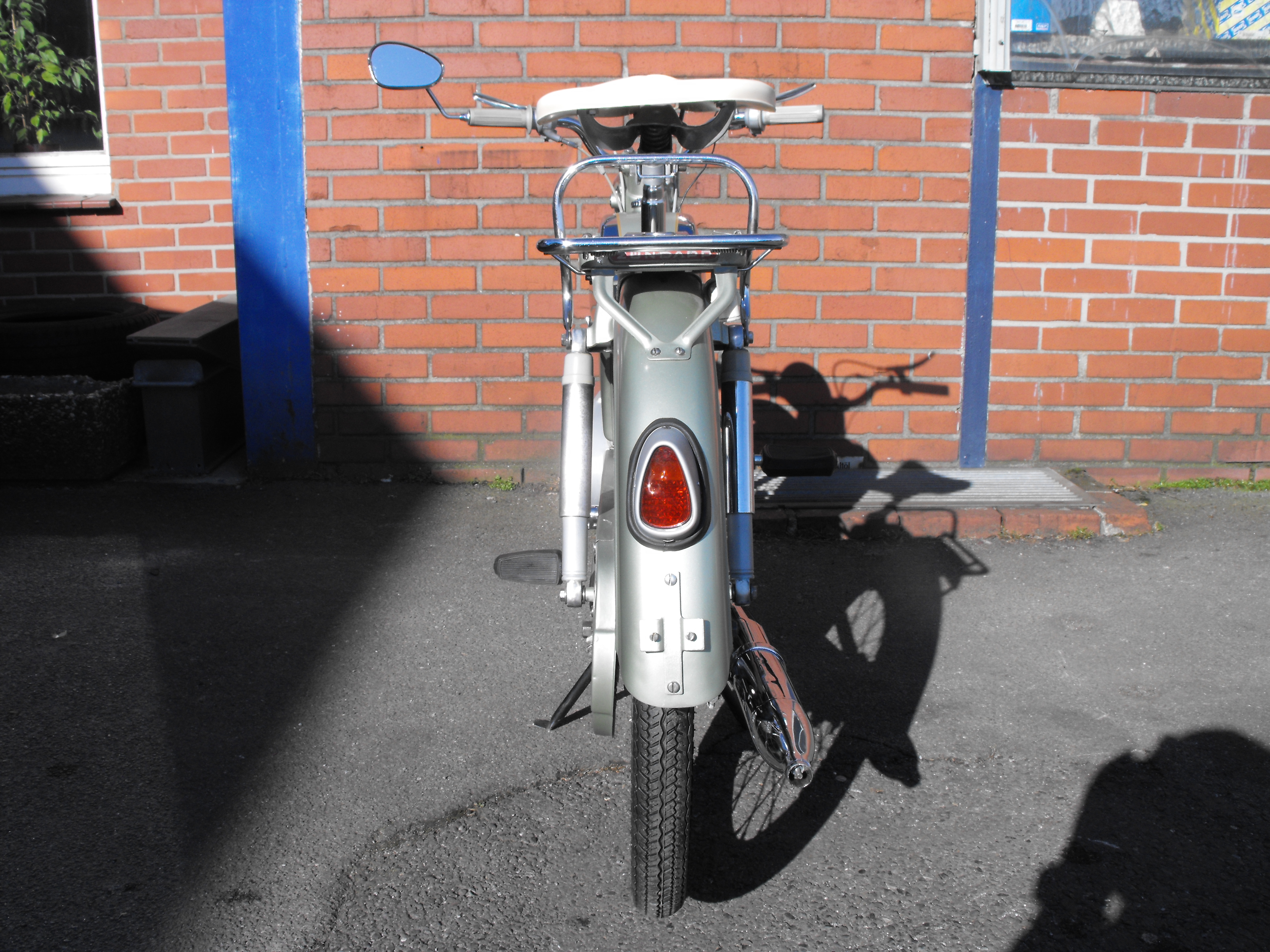
Zündapp Bergsteiger Serie 1 M25 Rücklicht
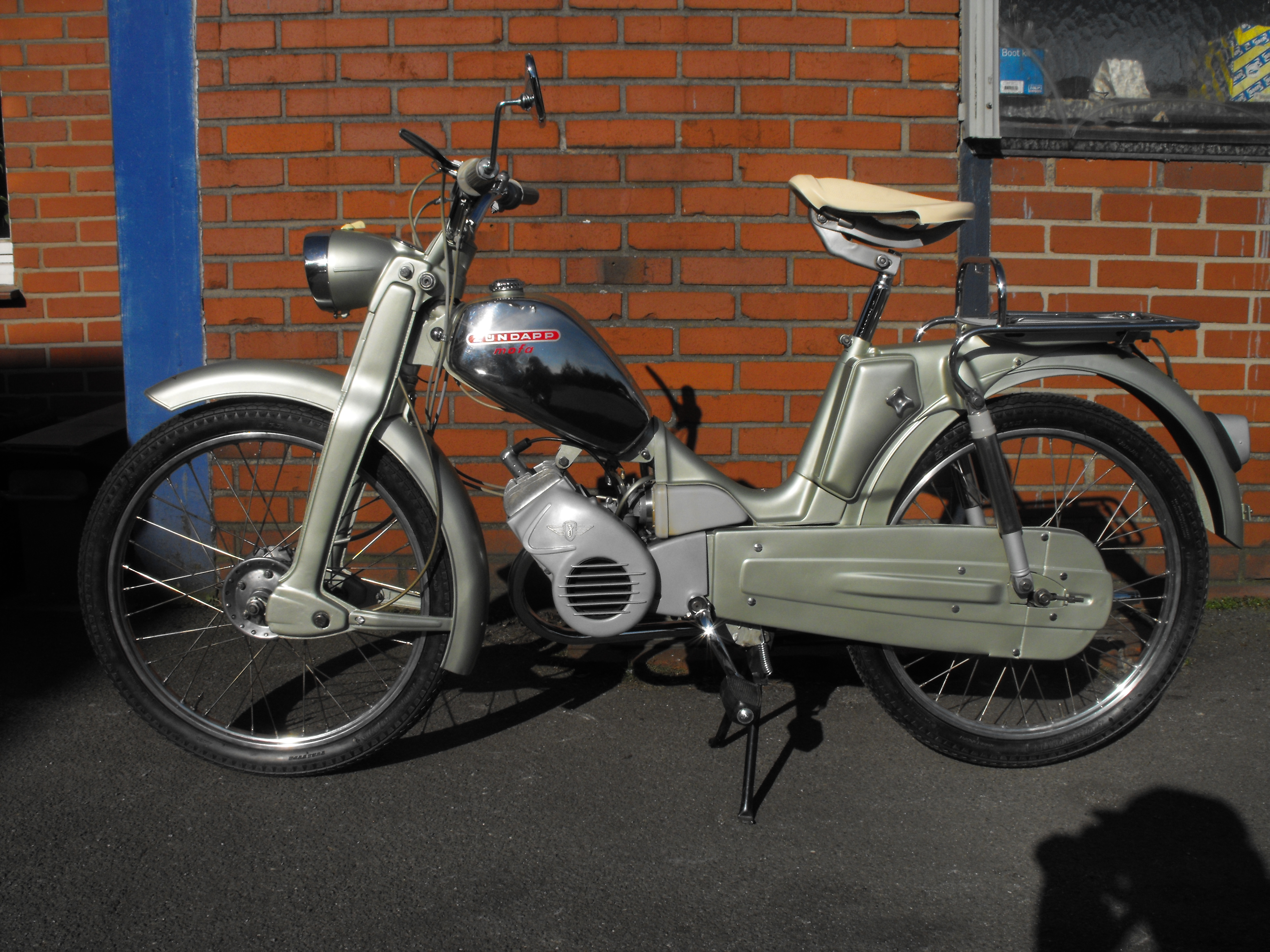
Zündapp Bergsteiger Serie 1 Exportmodell, Baujahr 1966